# BMW 028
BMW 028 (計画番号 3320)は1941年から42年にかけて(航空省のエンジン)製造会社であるBMWで開発が進められたターボプロップエンジンである。長距離を高速巡航する航空機のために(実質的には部分負荷時の)高効率が要求された。このエンジンが完成すれば飛行中の燃料を10から20%節約できる予定だった。
BMW 028の軸出力は3456 kW (4700 hpに到達可能)で離陸時にはおよそ4830 kW (6570 PS)の出力が予定された。巡航時には640 km/hで高度6100 mを飛行可能で5840 kW (7940 PS)の出力を予定した。2基のプロペラを同軸反転する構造だった。
飛行試験にはハインケルHe 177が使用される予定だった。搭載予定の機体はメッサーシュミットMe 264だったが疑問符が付いた。
1942年に空軍首脳部の方針が変わり、ターボジェットの計画が優先された。(既にBMW 018に変更された)試作機は1基も製造されなかった。

## 仕様
- 直径: 1250 mm
- 重量 (乾燥時) プロペラを含めて: 3600 kg
- 離陸時の出力: 4830 kW (6570 PS)
- 空気流量: 44 kg/s
- 燃料消費率: ca. 1,0 kg/kp/h

## 文献
- Kyrill von Gersdorff, Kurt Grasmann: Die deutsche Luftfahrt, Band 2: Flugmotoren und Strahltriebwerke, Bernard & Graefe Verlag München 1995, 3. Auflage, ISBN 3-7637-6107-1, S. 254